# 보성초등학교 (제주)
보성초등학교는 대한민국 제주특별자치도 서귀포시에 있는 공립 초등학교이다.

## 학교 연혁
- 1940년 7월 1일 사립보성심상소학교 개교
- 1945년 9월 1일 보성 공립 국민학교로 승격
- 1950년	6월 1일 보성국민학교로 개칭
- 1965년	4월 1일 구억분교장 설립 인가
- 1969년	9월 10일 신평분교장 설립 인가
- 1981년	3월 9일 병설유치원 개원(1학급)
- 1992년	3월 1일 신평분교장 폐교
- 1993년	8월 13일 급식소(한마음어린이집) 준공
- 1995년	3월 1일 구억분교장 폐교
- 1996년	3월 1일 보성초등학교로 개칭
- 2009년	10월 10일 천연잔디 운동장 조성 및 담장공원화 사업
- 2011년	6월 1일 소공원 조성 및 돌하르방 정문 설치
- 2012년	9월 1일 엘리베이터, 장애인 편의 시설 구축
- 2015년	2월 13일 교육과학기술부요청 전국 창의.인성 모델학교 완료(4년)
- 2015년	12월 10일 본관 후문 비가림 시설
- 2017년	9월 27일 전자칠판 설치(2실)
- 2017년	9월 28일 체육관 신축 및 본관 교실 증축
- 2018년	1월 25일 제72회 졸업(3,915명)
- 2018년	3월 1일 제33대 강정임 교장 부임
- 2018년	3월 1일 7학급 편성(165명)

## 참고 자료
- 보성초등학교 - 한국교육학술정보원 학교알리미